# Rue de Milan
La rue de Milan est une rue du 9e arrondissement de Paris.

## Situation et accès
Longue de 180 mètres, elle commence aux 31-33, rue de Clichy et se termine au 46, rue d’Amsterdam, rues auxquelles elle est perpendiculaire.
Bien que proche de la place de l’Europe, elle ne fait cependant pas partie du quartier de l'Europe (32e quartier de Paris) mais du quartier Saint-Georges (33e quartier de Paris).
Le quartier est desservi par la ligne 13 à la station Liège.

## Origine du nom
Cette rue tient son nom de la ville de Milan en Italie, qui était à l'époque de sa création en 1831, la capitale du royaume de Lombardie-Vénétie.

## Historique
La rue de Milan a été ouverte en 1831 dans le cadre de la création du quartier de l'Europe.

## Bâtiments remarquables et lieux de mémoire
Cette rue accueille l’école primaire privée catholique de la Trinité, deux brasseries, un restaurant indien et un restaurant japonais.
- No 11 : hôtel de Waresquiel construit en 1861. Ancien siège de La Vie du Rail.
- No 24 : siège social de la société EVF depuis 2009.

Au XIXe siècle, le Docteur Pierre y avait son domicile ; il y meurt en 1860.

## Dans la culture
Le numéro fictif du « 70, rue de Milan » est utilisé par Georges Feydeau dans Tailleur pour dames (1886), comme lieu de l'intrigue de l'acte II. Il est fait mention à de nombreuses reprises au 9e arrondissement dans l'œuvre du dramaturge, comme dans Monsieur chasse ! (1892), où l'acte II a lieu « 40, rue d'Athènes », également un numéro fictif.